# Hlîboka Dolîna, Kozelșciîna
Hlîboka Dolîna (în ucraineană Глибока Долина) este un sat în comuna Prîlipka din raionul Kozelșciîna, regiunea Poltava, Ucraina.

## Demografie
Componența lingvistică a localității Hlîboka Dolîna
     Ucraineană (97,98%)
     Rusă (2,02%)
Conform recensământului din 2001, majoritatea populației localității Hlîboka Dolîna era vorbitoare de ucraineană (97,98%), existând în minoritate și vorbitori de rusă (2,02%).